# Le Monnier (Mondkrater)
Le Monnier ist das Überbleibsel eines Mondkraters, der teilweise mit Lava gefüllt ist. Er befindet sich an der Ostkante des Mare Serenitatis und der westliche Teil der Kante fehlt, so dass er nun eine große Bucht formt. Nördlich grenzt der Krater Chacornac an.
Das Innere der Formation ist relativ flach und glatt mit keinen größeren Kräterchen an der Oberfläche. Der äußere Rand ist stark unregelmäßig und zernarbt von früheren Einschlägen.
Der Landeplatz von Luna 21 ist in der Nähe der südlichen Kante von Le Monnier. Lunochod 2, ein Roboterauto an Bord von Luna 21 legte 38 Kilometer durch den Krater zurück. Es begutachtete auch die südliche Kraterkante.
Durch eine Konvention festgelegt werden die kleineren Krater auf Mondkarten durch Buchstaben gekennzeichnet, die in der Entfernung zum Krater vergeben werden.
| Buchstabe | Position           | Durchmesser | Link |
| --------- | ------------------ | ----------- | ---- |
| A         | 26,85° N, 32,46° O | 21 km       |      |
| H         | 24,95° N, 29,61° O | 5 km        |      |
| K         | 27,74° N, 30,26° O | 4 km        |      |
| S         | 26,73° N, 33,85° O | 37 km       |      |
| T         | 25,15° N, 31,46° O | 16 km       |      |
| U         | 26,11° N, 33,41° O | 25 km       |      |
| V         | 26,03° N, 34,25° O | 23 km       |      |

Die folgenden Mondkrater wurden durch die Internationale Astronomische Union (IAU) benannt:
- Le Monnier B – siehe Krater Very
- Le Monnier C – siehe Krater Borel